# Woleu-Ntem
Woleu-Ntem är en provins i Gabon. Den ligger i den norra delen av landet, 300 km öster om huvudstaden Libreville. Antalet invånare är 154 986. Arean är 38 465 kvadratkilometer. Woleu-Ntem gränsar till Ogooué-Ivindo, Moyen-Ogooué och Estuaire.
Woleu-Ntem delas in i:
- Haut-Como
- Haut-Ntem
- Ntem
- Okano
- Woleu

Följande städer (communes) finns i Woleu-Ntem:
- Bitam
- Médouneu
- Minvoul
- Mitzic
- Oyem